# 吉慶幫
吉慶幫，是一個由近年臺南市中壯年派組織的犯罪集團，以尋仇手段凶狠出名，發跡於台灣台南永康大灣、新化、仁德後壁厝一帶，成員人數眾多。吉慶幫並沒有如竹聯幫或者天道盟等大幫派採取以企業方式經營，規模也遠不如兩大幫派，管理鬆散，是由台南各個在地角頭或者青少年組織的台南當地勢力，成員多與台南在地幫派東門幫勾結，集結能力強，半小時內可召集上百台轎車與機車，平時以在台南當地向八大行業收取保護費、經營地下錢莊、介入選舉賺取資金、由於成員以青少年居多，大多都不完全受老一派地方角頭所掌控，所以常在台南當地造成大規模的飆車尋仇以及內鬨情形、造成治安嚴重敗壞。

## 略歷
2000年代，新化區一處機車行老闆，「志仔」陳〇志，與新化當地角頭「雙生文」陳〇文，專門替青少年非法改裝機車並同時吸收其加入集團、並號召台南市永康區、新化區、仁德區一帶不良飆車分子，以其中成員「吉仔」許〇吉，名字中的吉字取名該團體為吉慶幫。
2001年代，新化角頭「雙生文」陳〇文，教唆手下「大頭」林〇翰、「年仔」陳〇年、「宏諺」林〇諺、「正義」陳〇義於台南縣大量吸收不良少年以及中輟生加入集團，由於加入新成員多為未成年少年，正值少年囂張氣焰，經常得罪集團內老成員，故常發生槍口打自己人情況。
2002年代，吉慶幫在多場火拚之後、盤據了當時台南市一心KTV以及其對面的網路咖啡店流星雨並以此兩處為根據地，在該地犯下了多起重大刑事案件，當時一心KTV以吉慶幫內成員綽號「怪物」邱〇博以及「蟾蜍」周〇吉擔任圍事，流星雨以吉慶幫內成員綽號「狗頭」陳〇明以及「瘋狗憲」單〇憲擔任圍事，在此兩處以販賣毒品、強迫店家購買服務業消耗品以及經營地下錢莊營利，並犯下多起槍擊、殺人、傷害、重利案件。
2003年代，「大頭」林〇翰繼任該集團首腦，吉慶幫內「新化志仔」陳〇志派系的成員綽號「維仔」張〇維與「大頭」林〇翰派系的成員綽號「凱仔」黄〇凱因細故發生嚴重衝突、兩方於現今永康區黃昏市場（南工夜市）舊址談判、兩方人馬在「大頭」林〇翰調解之下不歡而散，幫內人馬開始產生分裂，並以台南縣各地區永康區、新化區、仁德區、新市區、關廟區、歸仁區畫分派別、若非重要成員召集或有重大械鬥事件，各派間平日極少來往。
2004年代，「大頭」林〇翰與台南市永康區大灣一帶華瑋幫首腦，綽號「老鼠」男子發生衝突，兩派人馬於永康區一帶多次發生嚴重械鬥，其中吉慶幫成員「河仔」謝〇河遭到「老鼠」手下綽號「宗仔」陳〇宗開槍射殺，兩派結下不解之怨，械鬥時間持續了數年之久，對當地的治安造成混亂不堪的現象，同時吉慶幫更將主要活動範圍從台南市一心KTV遷移至台南市仁德區的洗匠。
2005年代，華瑋幫首腦綽號「老鼠」的男子結合台南當地幫派，後甲幫、鹽埕、中双會、海尾幫共同對付吉慶幫，在多場械鬥以及飆車尋仇中吉慶幫以寡擊眾，造成吉慶幫內多名成員喪生，吉慶幫漸漸式微，內部開始產生分裂，其中「大頭」林〇翰並教唆「魁仔」邱〇魁在網路上，以吉慶鎮暴部隊的名義招募成員。
2007年代，吉慶幫在實力大不如前的情況下，其幫內成員綽號「魁仔」邱〇魁又與永康區地方不良分子綽號「信宏」陳〇宏男子發生糾紛、兩派人馬於永康區展開大規模械鬥，其中「信宏」陳〇宏更調動後甲幫、鹽埕、中双會、海尾幫支援，但吉慶幫展現了前所未有的團結，以寡敵眾之餘，更讓後甲幫、鹽埕、中双會、海尾幫在多次械鬥中失利，造成數名成員死亡，此戰讓「魁仔」邱〇魁一戰成名，更讓吉慶幫聲勢與實力大幅恢復不少。
2008年代，「大頭」林〇翰被提報為治平對象遭受逮捕，吉慶幫由「魁仔」邱〇魁繼任為首腦，「魁仔」邱〇魁年紀尚輕，但憑藉著敢衝，敢殺的狠勁使吉慶幫並未因「大頭」林〇翰被捕而式微，反而在台南市漸漸佔有一席之地。
2010年代，「魁仔」邱〇魁勾結永康區一帶不良分子「小隻瑋」黃〇瑋，於永康區永大路一帶，向該路段八大行業業者進行勒索，若業者不從就會遭受上百台轎車與機車包圍店面，或者被開槍警告，並多次於台南市進行大規模飆車尋仇，引起警方以及檢方注意，強力掃蕩該集團成員，造成多名吉慶幫成員被捕或者被提報為治平對象，吉慶幫漸漸由明轉暗，風光不再。

## 人物
。「魁仔」邱〇魁 -現今吉慶幫首腦。

。「雙生文」陳〇文 -早期吉慶幫的幕後角頭，為「大頭」林〇翰、「年仔」陳〇年、「宏諺」林〇諺、「正義」陳〇義等人的老大。

。「志仔」陳〇志 -創立吉慶幫的角頭，為吉慶幫早期首腦。因內鬨不斷而離開該集團。

。「芋仔明」陳〇明 -吉慶幫角頭之一，為吉慶幫內軍火槍械的主要來源，於2008年警方追捕中，遭受警方擊斃。

。「大頭」林〇翰 -吉慶幫首腦之一，後於2008年被提報治平對象遭受逮捕。

。「年仔」陳〇年 -吉慶幫角頭之一，2008年因治平專案被掃黑入獄。

。「宏諺」謝〇諺 -吉慶幫角頭之一，於2007年吉慶幫內鬨中退出吉慶幫。

。「正義」陳〇義 -吉慶幫角頭之一，因「年仔」陳〇年入獄，其後淡出吉慶幫轉往北部發展。

。「黑松」黃〇松 -吉慶幫角頭之一，於2005年因刑案被捕入獄。

。「憨財」郭〇財 -吉慶幫殺手之一，犯下多起槍擊事件，後於2009年南部打擊犯罪中心通緝至今下落不明。

。「怪物」林〇博 -吉慶幫早期小頭目之一，早期稱霸於一心KTV及大灣一帶，其後漸漸淡出吉慶幫，從事批發業。

。「瘋狗憲」單〇憲 -吉慶幫早期小頭目之一，早期橫行於一心KTV及永康一帶，後因吉慶幫內鬨不斷，轉投入東門幫。

。「凱凱」黄〇凱 -吉慶幫小頭目之一，為「魁仔」邱〇魁結拜兄弟，於2009年因刑案入獄。

。「紅豆」李〇裕 -吉慶幫小頭目之一，於2009年因與「魁仔」邱〇魁共同勒索永大路八大行業，而被遭到台南地檢署判刑。

。「才卿」劉〇卿 -吉慶幫小頭目之一，於2005年因刑案被捕入獄。

。「家成」林〇成 -吉慶幫小頭目之一，於2012年因不明原因，飲彈自盡。

## 參閲
- 臺灣黑幫

## 外部連結
- 組織犯罪防制條例（页面存档备份，存于）（繁體中文）
- 中華民國司法院法學資料檢索系統（页面存档备份，存于）（繁體中文）
- 自由電子時報
- 飆車惡團 毆人勒索PO網
- 招募飆車族砍人-男子遭提報迅雷對象
- 「白家幫」當老大囂張行徑令員警瞠目咋舌。  （页面存档备份，存于）
- 台南最大飆車族 被瓦解
- 台南最大飆車集團警鎮暴瓦解